# Trolejbusová doprava v Kladně

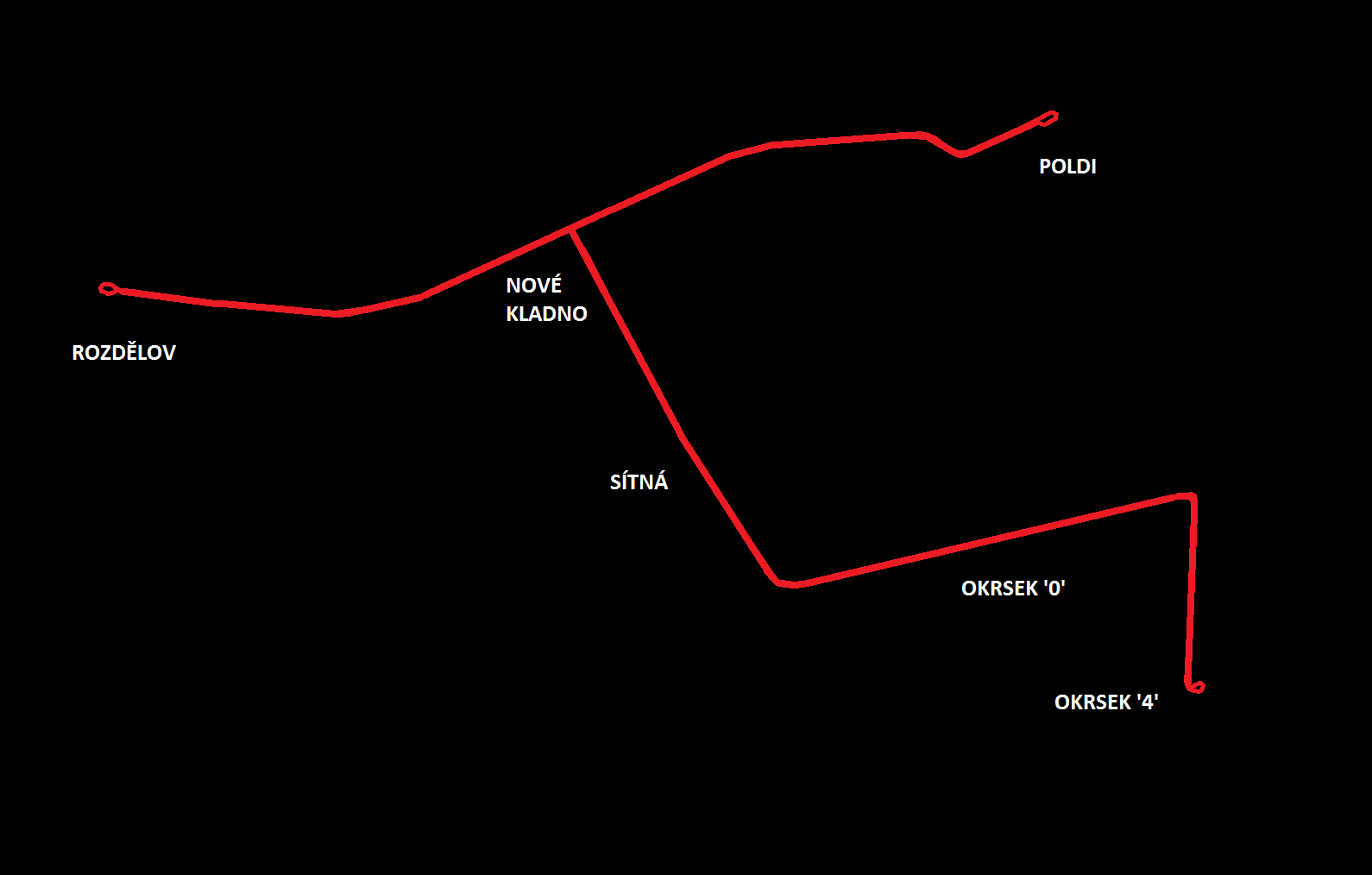
Nákres plánované 1. fáze linkového vedení kladenských trolejbusů z let 1988/89

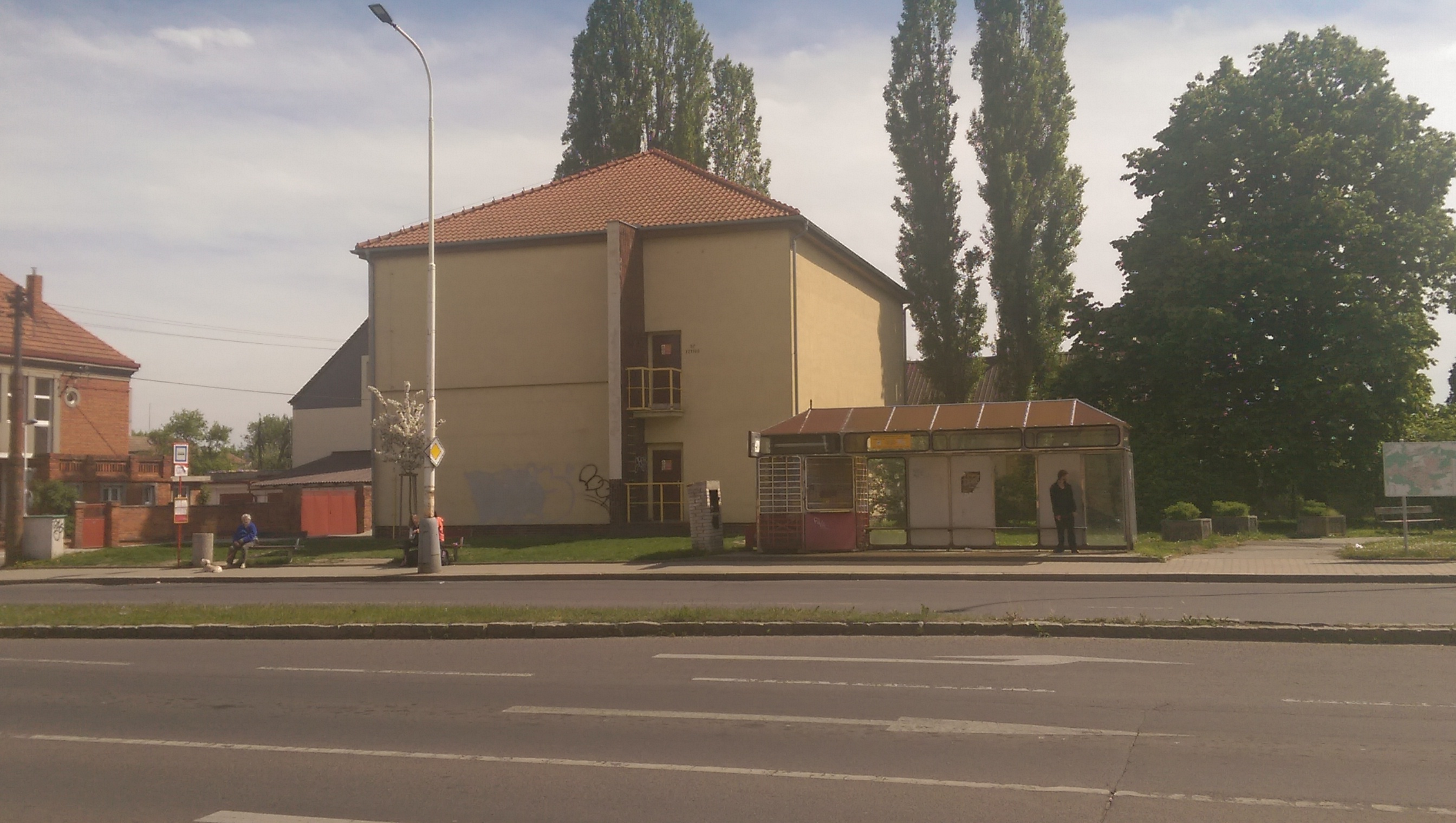
Měnírna elektrického proudu v Rozdělově postavená pro nerealizované trolejbusové tratě

MHD na území města Kladna a některých okolních vesnic a měst zajišťují již od jejího vzniku v 50. letech 20. století pouze autobusy, nicméně o zavedení trolejbusové dopravy se zde několikrát diskutovalo.

## Projekty

### 40. a 50. léta
První návrh na vybudování elektrické dráhy na Kladně pochází už z roku 1949, jejím podnětem byla potřeba vyřešit problém spojení mezi rychle se rozrůstajícím městem a průmyslovou oblastí kladenských železáren. Tehdy se z iniciativy předsedy Místního národního výboru v Kladně Jaroslava Špačka usnesl národní výbor na zavedení trolejbusové dopravy. Byl ihned vypracován návrh a předán Krajskému národnímu výboru v Praze, aby byl zařazen do pětiletého plánu. Poprvé se trolejbusy v Kladně měly projet již v roce 1951, celkové náklady potřebné na výstavbu se odhadovaly na sto milionů korun. V roce 1951, přestože slibované trolejbusy nejezdily, byli kladenští radní ještě odvážnější a plánem bylo vybudování elektrodráhy z Prahy do Kladna; rovněž se mluvilo o vytvoření městské hromadné dopravy a zřízení následujících tras:
- I. Rozdělov – Sídliště – Kladno – Divadlo – SONP
- II. Divadlo – SONP – Švermov
- III. Divadlo – Kročehlavy – Dříň – Dubí
- IV. Nádraží – Kročehlavy – Divadlo – Stalinovo náměstí (dnes Starosty Pavla) – Nové Kladno – Nádraží

Pro linky I. – III. bylo navrženo zřízení zřízení kolejové elektrické dráhy a pro linku IV. zřízení okružní trolejbusové trati. Nicméně k samotné realizaci opět vůbec nedošlo a o dva roky později, 9. září 1953 vznikl Dopravní podnik města Kladna, který začal zajišťovat hromadnou dopravu autobusy.

### 80. léta

Smyčka na Okrsku 4, dnes využívána jako odpočívadlo pro řidiče autobusů MHD

Znovu se o zavedení trolejbusové dopravy na Kladně začalo hovořit až v roce 1986, a to v souvislosti s ropnou krizí, kdy se autobusový provoz začal z důvodu rostoucích cen paliva jevit jako značně nevýhodný. 2. dubna 1988 došlo k zásadní reorganizaci tras městských autobusových linek, podobně jako tomu bylo v rámci příprav trolejbusového provozu například v Žilině. Byli vyčleněni odborníci, jejichž úkolem bylo posoudit ideální tratě - první dvě linky měly spojit západně položený Rozdělov a rychle rostoucí sídliště Okrsek 4 respektive Okrsek 0 na východním okraji města s průmyslovou oblastí hutí a oceláren Poldi. Ve zmiňovaném Rozdělově byla proti kostelu sv. Václava pro trolejbusy dokonce postavena měnírna elektrického proudu. V důsledku dění roku 1989 a politických změn s ním spojených došlo k přehodnocení řady podobných projektů a před Kladnem tak dostala přednost jiná města, například Banská Bystrica (1989), později i Chomutov (1995). Poslední ránu zasadil kladenským trolejbusům útlum průmyslové výroby v první polovině 90. let 20. století. Městská doprava tak zůstala jako dosud pouze na autobusech.